# Rockwell Sabrebat
Le Rockwell Sabrebat était un projet d'avion expérimental, conçu par Rockwell aux États-Unis dans les années 1970, afin de tester la formule de l'aile en flèche inversée.